# Флоренція (аеропорт)
Міжнародний аеропорт Амеріго Веспуччі — Флоренція (IATA: FLR, ICAO: LIRQ) (італ. L'aeroporto internazionale «Amerigo Vespucci» — Firenze) є повітряними воротами італійського міста Флоренція. Він також відомий як аеропорт Флоренції (італ. aeroporto di Firenze, AdF), за назвою компанії, яка управляє аеропортом, або аеропорт Перетола (італ. aeroporto di Peretola), на честь флорентійської області, в якій він розміщений.

## Наземний транспорт
Аеропорт сполучений із містом Флоренція автобусною лінією, що експлуатується місцевою автобусною компанією ATAF. Автобуси курсують до центральної залізничної станції з інтервалом у 30 хвилин. До 2017 планується збудувати другу лінію флорентійського трамваю, що має також сполучити місто та аеропорт.

## Авіалінії та напрямки
| Авіакомпанія                  | Пункт призначення |
| ----------------------------- | --- |
| Air Dolomiti                  | Мюнхен |
| Air France                    | Париж-Шарль де Голль |
| Air Moldova                   | Кишинів |
| Albawings                     | Тирана |
| Alitalia                      | Рим-Ф'юмічіно |
| Austrian Airlines             | Сезонний: Відень |
| Blue Air                      | Бухарест |
| British Airways               | Лондон-Сіті Сезонний: Единбург, Лондон-Станстед, Манчестер |
| Brussels Airlines             | Сезонний: Брюссель |
| Iberia                        | Мадрид |
| KLM                           | Амстердам |
| Lufthansa                     | Франкфурт |
| Scandinavian Airlines         | Сезонний: Копенгаген (з 11 квітня 2019) |
| Swiss International Air Lines | Женева, Цюрих |
| TAP Air Portugal              | Лісабон |
| TUI fly Belgium               | Сезонний: Антверпен |
| Vueling                       | Амстердам, Барселона, Більбао (з 17 вересня 2019), Катанія, Лондон-Гатвік, Мадрид, Мюнхен (з 15 вересня 2019), Палермо, Париж-Орлі, Прага (з 15 вересня 2019), Відень (з 15 вересня 2019) Сезонний: Копенгаген, Міконос, Пальма-де-Мальорка, Санторіні, Спліт, Тель-Авів |